# Edmond Tapsoba
Edmond Fayçal Tapsoba (født 2. februar 1999) er en burkinsk professionel fodboldspiller, som spiller for Bundesliga-klubben Bayer Levekusen og Burkina Fasos landshold.

## Klubkarriere

### Tidlige karriere
Tapsoba begyndte sin karriere i hjemlandet med først Salitas og senere US Ouagadougou. Han rykkede i 2017 til portugisiske Leixões, og til Vitória de Guimarães i 2018. Han spillede her hovedsageligt på reserveholdet, før han i løbet af 2019-20 sæsonen havde sit gennebrud på førsteholdet.

### Bayer Leverkusen
Tapsoba skiftede i januar 2020 til Bayer Leverkusen.

## Landsholdskarriere
Tapsoba debuterede for Burkina Fasos landshold den 24. august 2016, i en alder af kun 17 år.

## Titler
Individuelle
- Africa Cup of Nations Turneringens hold: 1 (2021)